# V V Brown
Pour les articles homonymes, voir Brown et Vanessa Brown.
Vanessa Brown, connue sous son nom de scène V V Brown (parfois stylisé en V.V. Brown), est une auteure-compositrice-interprète de musique indie pop, mannequin et productrice anglaise née le 24 octobre 1983.

## Biographie

### Enfance et débuts
Vanessa Brown est née le 24 octobre 1983 à Northampton (Angleterre) d'une mère jamaïcaine et d'un père portoricain. Elle est l'ainée d'une fratrie de 6 enfants parmi lesquels sa sœur Jay Brown, elle aussi chanteuse.
Elle commence à apprendre le piano classique et jazz à l'âge de 5 ans et entraine sa voix dans une école de musique. À 12 ans elle joue de la trompette jazz, et le dimanche chante dans une chorale gospel à l'église.
Ses références musicales à cette époque, sont très éclectiques, et vont de Aretha Franklin à Ella Fitzgerald, de Dizzy Gillespie aux Sex Pistols.
À 16 ans elle part s'installer à Londres pour poursuivre ses études et à 18 ans, pourtant élève douée, elle quitte l'université pour se consacrer à la musique.

### Back To The Music (2005-2006)
À 19 ans, elle se voit proposer par London Records un contrat qui n'aboutira pas. Mais, quelques années plus tard, elle signe un contrat dans une grande maison de disques, et part pour Los Angeles dans le but d'y enregistrer un album, tout en ayant des opportunités comme choriste pour Madonna, pour les Pussycat Dolls, ou pour les Sugababes (pour qui elle écrira quelques tubes sous le pseudo "Geeki").
En attendant la sortie de cet album, en 2005, elle commercialise aux États-Unis un EP contenant les titres Nobody Loves Me, Dangerous Love, Whipped, Calling Out Your Name, et Back To The Music. Ce sera un échec, et après un premier single, Whipped, elle met un terme à son contrat avec Polydor Records. L'album, qui avait été mis en attente et qui devait sortir en 2006 au Royaume-Uni, ne verra jamais le jour.
Elle refusera également de signer un contrat avec Puff Daddy, ne se sentant pas assez libre artistiquement, et retournera ainsi à Londres.

### Travelling Like The Light (2007-2010)
C'est à Londres qu'elle trouvera son inspiration créatrice. Elle signe chez Island Records et sort son premier single Crying Blood en 2008, qui la révèlera au grand public.
En juillet 2009 sort son premier album, Travelling Like The Light, bien accueilli par la presse anglaise.
De cet album sortiront les singles : Leave, Shark In The Water puis Game Over (uniquement en Angleterre). De la fin 2008 et durant toute l'année 2009 elle écume les scènes anglaises où le succès est au rendez-vous.
L'album sortira en France six mois plus tard, soit le 18 janvier 2010, où il se hissera en tête des ventes digitales d'albums. Plusieurs chansons de l'album seront utilisés pour la télévision ou le cinéma : Shark In The Water est apparue dans la bande-annonce du film La chance de ma vie, Crying Blood a été utilisée dans une publicité pour les magasins Alinéa, et Leave a été empruntée par la banque BNP Paribas dans une publicité similaire à celle du clip, créé par la même équipe.
Par ailleurs, elle chantera en juillet 2011 J'ai fait tout ça pour vous en duo avec Mélissa Nkonda.

### Lollipops & Politics (2011-2012)
Le 14 septembre 2011, VV Brown annonce son retour avec Children, premier extrait de son second album intitulé Lollipops & Politics. Peu de temps après, elle dévoile le clip et la chanson est commercialisée, mais seulement aux États-Unis. La chanteuse expliquera à ce moment-là que la sortie européenne est prévue pour les prochaines semaines.
Alors qu'elle confie à plusieurs reprises vouloir utiliser Famous comme second single, l'album, annoncé pour le 7 février 2012, fut décalé une première fois une semaine avant sa sortie pour l'été 2012, avant d'être de nouveau repoussé pour 2013.
Après avoir expliqué qu'elle souhaitait simplement étoffer la liste des titres qui ne comportait que 10 titres (voir liste des titres initiale section Albums), elle déclarera plus tard  que ce second opus ne portera plus le nom de Lollipops & Politics et que la totalité des titres seront nouveaux.

### Samson & Delilah (2013)
Le nouvel album, qui sortira sous le propre label de la chanteuse (YOY Records), est annoncé pour septembre 2013, tandis que le premier single, intitulé Samson, sortira le 14 juillet prochain. Le clip de ce titre est dévoilé pour la première fois le 20 mai 2013 sur son compte Youtube.
L'album, en préparation depuis l'automne 2012, a été élaboré notamment avec Dave Okumu et Pierre-Marie Maulini aka STAL, ancien membre du groupe M83.
Le 17 avril 2013, à la suite d'un concert privé à Londres, la chanteuse révèle plusieurs titres qui seront présents sur ce nouvel opus : The Apple, Substitute, Faith, Samson & Delilah, I Can Give You More, Warriors, Nothing Really Matters, Ghosts et Like Fire.

## Discographie

### Travelling Like The Light
Toutes les chansons sont écrites et composées par Vanessa Brown sauf indications supplémentaires.
| No  | Titre                     | Auteur                      | Durée |
| --- | ------------------------- | --------------------------- | ----- |
| 1.  | Quick Fix                 |                             | 2:48  |
| 2.  | Game Over                 | Brown, Kerr & Pillai        | 3:16  |
| 3.  | Shark in the Water        | Brown, Tommy Typser & Mack  | 3:04  |
| 4.  | Leave!                    |                             | 3:48  |
| 5.  | Bottles                   | Brown, Astasio & Tim        | 3:01  |
| 6.  | Crying Blood              |                             | 4:04  |
| 7.  | Back in Time              |                             | 4:11  |
| 8.  | I Love You                | Brown                       | 3:53  |
| 9.  | L.O.V.E                   | Brown                       | 2:57  |
| 10. | Everybody                 | Brown                       | 2:58  |
| 11. | Crazy Amazing             | Brown, Midgley & Reddington | 3:06  |
| 12. | Travelling Like the Light | Brown, Nevo                 | 3:47  |
| 13. | No Bonsoir                |                             | 3:02  |

### Lollipops & Politics
| No  | Titre           | Durée |
| --- | --------------- | ----- |
| 1.  | Children        | 3:13  |
| 2.  | Famous          | 3:42  |
| 3.  | Red Balloon     | 3:23  |
| 4.  | Tough Like Glue | 3:28  |
| 5.  | Climbing High   | 3:46  |
| 6.  | Heartbeat       | 3:44  |
| 7.  | Be Yours        | 4:12  |
| 8.  | 10 ft. Tall     | 3:56  |
| 9.  | Circus Town     | 4:42  |
| 10. | Like Fire       | 6:25  |

### Samson & Delilah
| No  | Titre                  | Producteurs | Durée |
| --- | ---------------------- | ----------- | ----- |
| 1.  | Substitute for Love    | Maulini     | 5:03  |
| 2.  | Nothing Really Matters | Dave Okumu  | 5:10  |
| 3.  | Samson                 | Okumu       | 4:27  |
| 4.  | I Can Give You More    | Maulini     | 4:09  |
| 5.  | Igneous                | Aldridge    | 4:45  |
| 6.  | Looking for Love       | Howe        | 4:52  |
| 7.  | The Apple              | Gabriel     | 3:11  |
| 8.  | Faith                  | Aldridge    | 4:32  |
| 9.  | Ghosts                 | Aldridge    | 2:50  |
| 10. | Knife                  | Maulini     | 4:03  |
| 11. | Beginning              | Okumu       | 6:09  |

### Glitch (2015)
| No  | Titre            | Durée |
| --- | ---------------- | ----- |
| 1.  | Bells            | 2:10  |
| 2.  | Lazarus          | 4:30  |
| 3.  | Fractured        | 3:16  |
| 4.  | Instincts        | 2:07  |
| 5.  | Money Sex Power  | 2:39  |
| 6.  | Ultraviolet      | 4:16  |
| 7.  | Violet           | 0:42  |
| 8.  | Space to Breathe | 3:45  |
| 9.  | Flatline         | 3:36  |
| 10. | Shift            | 3:29  |
| 11. | Talk ABout This  | 3:09  |

| Edition spéciale iTunes Store | Edition spéciale iTunes Store            | Edition spéciale iTunes Store | Edition spéciale iTunes Store | Edition spéciale iTunes Store | Edition spéciale iTunes Store | Edition spéciale iTunes Store | Edition spéciale iTunes Store | Edition spéciale iTunes Store | Edition spéciale iTunes Store |
| No                            | Titre                                    | Durée                         |                               |                               |                               |                               |                               |                               |                               |
| ----------------------------- | ---------------------------------------- | ----------------------------- | ----------------------------- | ----------------------------- | ----------------------------- | ----------------------------- | ----------------------------- | ----------------------------- | ----------------------------- |
| 12.                           | Warrior                                  | 4:08                          |                               |                               |                               |                               |                               |                               |                               |
| 13.                           | Like Fire                                | 6:30                          |                               |                               |                               |                               |                               |                               |                               |
| 14.                           | Shark in the Water (Version Alternative) | 4:57                          |                               |                               |                               |                               |                               |                               |                               |
| 15.                           | Samson & Delilah (Court-Métrage)         | 17:06                         |                               |                               |                               |                               |                               |                               |                               |
| 81:52                         |                                          |                               |                               |                               |                               |                               |                               |                               |                               |

| Chanson additionnelle iTunes Store France | Chanson additionnelle iTunes Store France | Chanson additionnelle iTunes Store France | Chanson additionnelle iTunes Store France | Chanson additionnelle iTunes Store France | Chanson additionnelle iTunes Store France | Chanson additionnelle iTunes Store France | Chanson additionnelle iTunes Store France | Chanson additionnelle iTunes Store France | Chanson additionnelle iTunes Store France |
| No                                        | Titre                                     | Durée                                     |                                           |                                           |                                           |                                           |                                           |                                           |                                           |
| ----------------------------------------- | ----------------------------------------- | ----------------------------------------- | ----------------------------------------- | ----------------------------------------- | ----------------------------------------- | ----------------------------------------- | ----------------------------------------- | ----------------------------------------- | ----------------------------------------- |
| 16.                                       | The Apple (En Français)                   | 3:14                                      |                                           |                                           |                                           |                                           |                                           |                                           |                                           |
| 85:06                                     |                                           |                                           |                                           |                                           |                                           |                                           |                                           |                                           |                                           |

### Am I British Yet? (2023)
| No  | Titre                       | Durée |
| --- | --------------------------- | ----- |
| 1.  | Break of the Night          | 3:32  |
| 2.  | Marginalised                | 3:12  |
| 3.  | I Will Always Be Black      | 1:42  |
| 4.  | Black British               | 4:18  |
| 5.  | Let Us Remember By          | 2:35  |
| 6.  | Philosophy                  | 4:03  |
| 7.  | Am I British Yet?           | 2:28  |
| 8.  | No Fear (feat. Liam Bailey) | 4:22  |
| 9.  | Generations                 | 1:02  |
| 10. | Twisted                     | 6:00  |
| 11. | Go Back                     | 1:00  |
| 12. | Feel So Alive               | 3:36  |
| 13. | Jamaica                     | 4:40  |
| 14. | History                     | 5:03  |
| 15. | Inhale                      | 3:42  |
| 16. | Swallowing My Pride         | 4:22  |
| 17. | Mission                     | 3:18  |
| 18. | Be It                       | 5:05  |

### Singles
- 2006 : Whipped
- 2008 : Crying Blood
- 2009 : Leave!
- 2009 : Shark in the Water
- 2010 : Leave! (réédition)
- 2010 : Game Over ( uniquement)
- 2011 : J'ai fait tout ça pour vous (de Mélissa Nkonda)
- 2011 : Des Ricochets (avec le collectif Paris-Africa)
- 2012 : Children ( uniquement)
- 2013 : Samson
- 2013 : The Apple
- 2014 : Faith
- 2015 : "Instinct"

## Autres activités
En 2008, Vanessa Brown a participé à un défilé de mode caritatif organisé par Naomi Campbell, au cours duquel elle a défilé avec des mannequins tels que Tyson Beckford et Daisy Lowe. L'année suivante, elle a défilé et joué lors du défilé Ashish de la Fashion week de Londres.
Vanessa Brown est apparue dans des campagnes publicitaires pour Marks & Spencer aux côtés de Twiggy, Lisa Snowdon, Ana Beatriz Barros et Dannii Minogue. Vanessa Brown a également été photographiée pour plusieurs magazines internationaux, dont i-D, Vogue, Paper, LOVE, Elle et Cosmopolitan.
En 2012, Vanessa Brown a lancé une boutique de vêtements en ligne appelée VVVintage, qui n'existe plus aujourd'hui.
V.V. Brown fut mannequin pour l'agence Select Models. En outre, son style froufrou des années 1960, avec lequel elle s'est fait connaître, s'efface peu à peu après l'exploitation de son premier album pour laisser place à un style plus sobre et plus mature[réf. nécessaire].